# Kriokoncentracja
Kriokoncentracja – zatężanie wodnych roztworów przez wymrażanie rozpuszczalnika (najczęściej wody). Jest powszechnie stosowana w przemyśle spożywczym do zatężania ciekłych produktów żywnościowych bez zniszczenia składników wrażliwych na podwyższoną temperaturę, np. białek, polifenoli lub witamin. Kriokoncentracja może być realizowana różnymi technikami:
- w zawiesinie – wytrąca się duża liczba małych kryształów (co utrudnia ich oddzielenie od koncentratu)
- progresywna – tworzy się pojedynczy, duży kryształ rozpuszczalnika
- eutektyczna – stosowana do wydzielania soli nieorganicznych z roztworów wodnych; następuje równoczesna krystalizacja soli i lodu w pobliżu punktu eutektycznego i ich rozdzielenie w wyniku różnic w gęstości